# Intelligentsia
Intelligentsia (russisk: интеллигенция) er en betegnelse for den uddannede del af befolkningen. I 1800-tallet fik det betydningen af den del af den uddannede befolkning, der var kritisk over for magthaverne. I sovjettiden fik ordet igen sin oprindelige betydning.
Ifølge definitionen af intelligentsiaens historiker, Dr. Vitaly Tepikin, er dette en særlig socio-professionel og kulturel gruppe af mennesker, der hovedsageligt beskæftiger sig med intellektuelt arbejde, der har følsomhed, takt og mildhed i deres manifestationer, der er ansvarlige for handlinger og tilbøjelige til selvfornægtelse.
| Samfund | Spire Denne samfundsartikel er en spire som bør udbygges. Du er velkommen til at hjælpe Wikipedia ved at udvide den. |